# 围棋十诀
《围棋十诀》是相傳由中國唐代圍棋名手王积薪所創的口訣，亦有由宋人刘仲甫所著之說，對世界圍棋界有廣泛影響。原為下象棋的基本原則，最早见载于南宋人陈元靓所著的《事林广记》（新編纂圖增類群書類要事林廣記）續集－卷之四文藝類。該書「六奇勢」以上屬圍棋篇，「象棋子法」以下屬象棋篇，所以「十訣」原為象棋而作應無疑。另外明人刘仲达所著的《鸿书》《秋仙遗谱》《石室仙机》等书均有转载。
由于《圍棋十诀》词简意深，所论也被認為中肯，所以自古被圍棋界奉為金科玉律，也傳到中國以外的地方，例如在日本有“棋圣”之稱的本因坊秀策，将《围棋十诀》視為座右铭，并以此教授入门弟子。
| 一．不得貪勝。 | 二．入界宜緩。 | 三．攻彼顧我。 | 四．棄子爭先。 | 五．捨小就大。 |
| 六．逢危須棄。 | 七．慎勿輕速。 | 八．動須相應。 | 九．彼強自保。 | 十．勢孤取和。 |

## 釋義
一．不得貪勝：其意是說贏一目也是贏，贏百目也是贏，所以不要因局勢大好，而讓對手有機可乘，應穩中求勝、步步為營。
二．入界宜緩：其意是說進入到別人的模樣或勢力時，一定要緩緩而行、不可躁進，以免被對手一網打盡。
三．攻彼顧我：其意是說在破壞或攻擊敵人的陣地或棋形時，也要顧慮到自己棋子的安全。
四．棄子爭先：其意是說在行棋時，捨棄眼前才幾目的棋子，而先使去下更大的棋或圍更大的地。
五．捨小就大：此句意跟上句類似，其意是說在下棋時，先下價值大的地方，不要將棋下在小處，圍棋的勝敗是以地的大小來判，所以當然要從大的先著手。
六．逢危須棄：其意是說如計算到有無法挽救的棋時，就應當機立斷不要再浪費棋子去救。
七．慎勿輕速：其意是說下棋應謹慎小心、不要輕率而行。
八．動須相應：其意是說在與對手交戰時，其落子要前後相互呼應，隨時要注意對手所下的棋來判斷如何應手，以免到頭來造成不可挽救的局勢。
九．彼強自保：其意是說當與對手交戰時，敵強我弱，此時做活為首要目標，不要再有想著要去殺對方的棋、破壞別人的地盤。
十．勢孤取和：其意是說當局勢周圍不利時，或是我方少數棋子的在敵方的勢力中，行棋應要和平相處，莫要與對手挑起戰端互相廝殺。

## 新圍棋十訣
20世紀的20年代，日本人铃木为次郎與中国人陶审安商讨將《围棋十诀》改為以下十訣，但其影響不及原作。
| 一．持重勿贪。 | 二．入界宜緩。 | 三．相机而攻。 | 四．扼要而据。 | 五．弃子取势。 |
| 六．捨小就大。 | 七．动须相应。 | 八．慎勿轻速。 | 九．彼強自保。 | 十．先势后地。 |

## 轶事
在人工智能 AlphaGo 连续击败李世石、柯洁两位顶尖人类棋手后，讨论围棋的热潮也一度传播上网上，因为互联网的幽默特点，故意用相反的手法描写的“围棋十诀”迅速在网上流行，其内容为“坚决要胜、入界宜深、攻彼忘我、弃子另杀、大小都要、逢危就战、爽在轻速、棋都不应、彼强硬搞、势孤玉碎。”